# 키파리소스

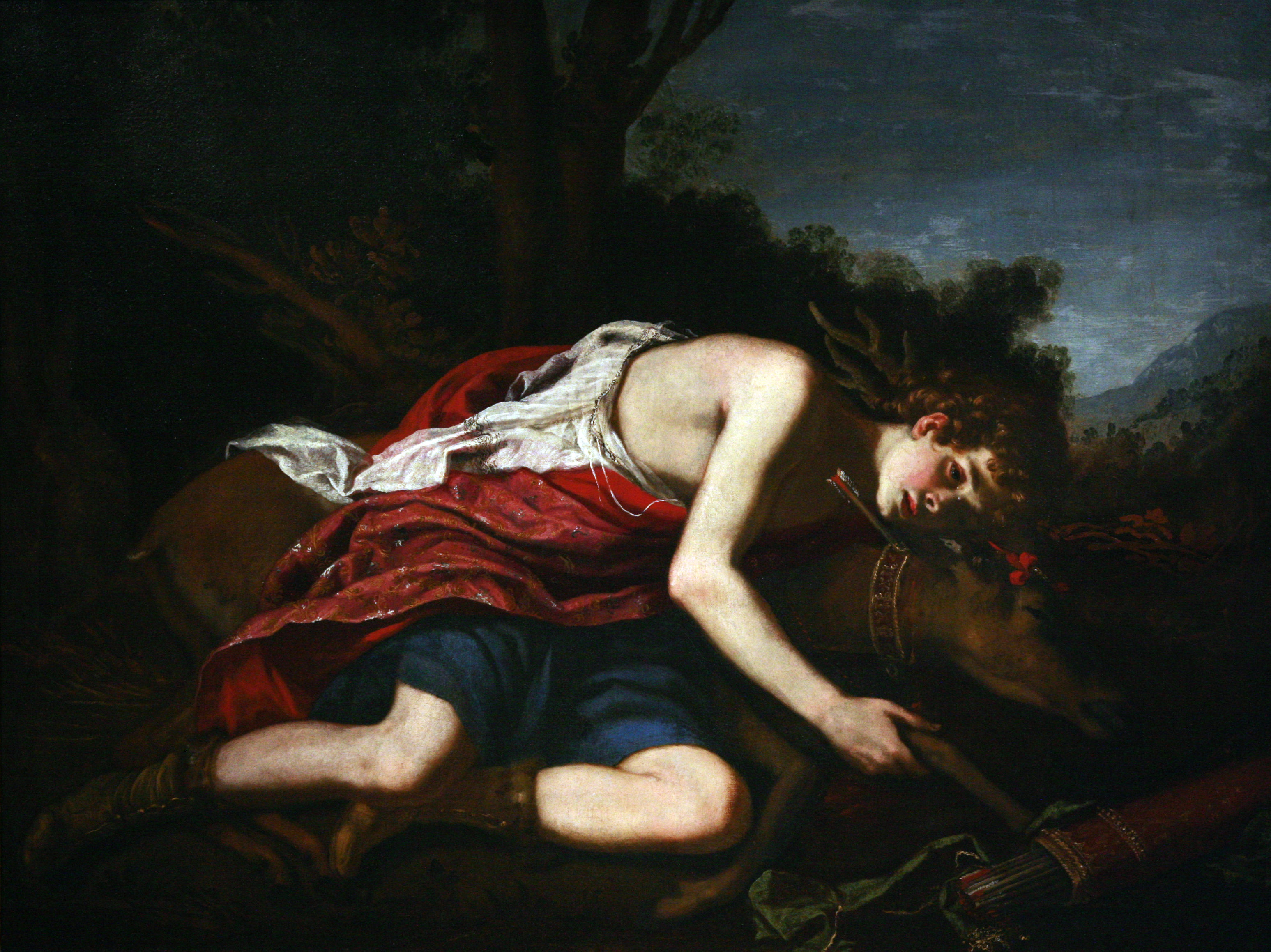
《키파리소스》(1625년경) 야코포 비냘리 작: 애완 사슴을 애도하는 소년(스트라스부르 미술관 소장)

키파리소스(그리스어: κυπάρισσος)는 그리스 신화에 나오는 케오스 섬에 살던 미소년이다. 오비디우스의 메타모르포세이스에 따르면, 케오스섬에 살던 미소년으로서 아폴론의 사랑을 받았다. 케오스섬에는 금빛 뿔을 지닌 아름다운 수사슴이 있었는데, 이 사슴은 태어나면서부터 카르타이아의 님프들의 사랑을 받아 사람을 두려워하지 않았다고 한다. 키파리소스는 이 수사슴의 등에 올라타 말처럼 몰고 다니기도 하면서 친밀하게 지냈다. 어느 날, 키파리소스가 잘못 던진 창에 수사슴이 맞았다. 사랑하는 수사슴이 고통스럽게 죽어가는 모습을 지켜본 키파리소스는 자신도 따라 죽으려고 하였다. 아폴론이 달래보았으나, 영원히 슬퍼하는 존재가 되게 해달라고 기도하는 키파리소스의 마음을 돌릴 수 없었다. 결국 아폴론이 그 기도를 들어주어 키파리소스의 몸은 사이프러스로 변하였다. 측백나무과의 사이프러스는 시어에서 죽음의 상징으로 사용되며, 그리스와 로마에서 주로 묘지에 심었다고 한다.

## 같이 보기
- 아폴론
- 히아킨토스